# Stream Control Transmission Protocol
Stream Control Transmission Protocol (SCTP) is een transportlaagprotocol gedefinieerd in 2000 door de IETF SIGTRAN werkgroep. Het protocol is beschreven in RFC 4960, een inleiding valt te lezen in RFC 3286.
SCTP levert vergelijkbare diensten als TCP. Het verzorgt betrouwbaar transport van data in de juiste volgorde. In tegenstelling tot TCP dat werkt met een stroom van bytes, levert SCTP pakketten.
Voordelen van SCTP zijn:
- Ondersteuning van multihoming waarbij meerdere eindpunten mogelijk zijn (meerdere IP adressen).
- Ondersteuning van meerdere datastromen data binnen 1 verbinding.
- Selecteren en controleren van de transmissiepaden. Terwijl het primaire pad gebruikt wordt voor data transmissie, wordt het tweede pad getest.
- Controle en bevestigingsmechanismen tegen 'flooding' aanvallen.

SCTP was oorspronkelijk bedoeld voor het transport van telefonie protocollen over IP. Tegenwoordig zijn er behalve de SIGTRAN protocollen voor de transport van telefonie gegevens over IP, ook andere protocollen zoals DIAMETER die van SCTP gebruikmaken.
Voorbeelden van besturingssystemen met SCTP ondersteuning:
- Linux kernel 2.4/2.6
- Sun Solaris 10
- BSD met een externe code van het KAME project
- QNX Neutrino Realtime OS
- AIX versie 5

### Specificaties
- RFC 3873 Stream Control Transmission Protocol (SCTP) Management Information Base (MIB)
- RFC 3758 Stream Control Transmission Protocol (SCTP) Partial Reliability Extension
- RFC 3554 On the Use of Stream Control Transmission Protocol (SCTP) with IPsec
- RFC 3436 Transport Layer Security over Stream Control Transmission Protocol
- RFC 3309 Stream Control Transmission Protocol (SCTP) Checksum Change
- RFC 3286 An Introduction to the Stream Control Transmission Protocol
- RFC 3257 Stream Control Transmission Protocol Applicability Statement
- RFC 4960 Stream Control Transmission Protocol

### Websites over het protocol
- (en)  Website van de SIGTRAN-werkgroep
- (en)  IETF beschrijving van de SIGTRAN werkgroep
- (en) Informatie over SCTP
- (en)  Projectpagina van SCTP ondersteuning in Linux
- (en)  The Linux Kernel Stream Control Transmission Protocol (lksctp) project